# Brütten
Brütten es una comuna suiza del cantón de Zúrich, situada en el distrito de Winterthur. Limita al norte y este con la comuna de Winterthur, al sureste con Lindau, al suroeste con Nürensdorf, y al oeste con Oberembrach.

## Historia
Brütten es mencionado por primera vez en 876 como Pritta.